# Helconidea borealis
Helconidea borealis är en stekelart som först beskrevs av Cresson 1873.  Helconidea borealis ingår i släktet Helconidea och familjen bracksteklar. Inga underarter finns listade i Catalogue of Life.